# Selección masculina de hockey sobre hierba de Perú
La Selección masculina de Hockey hierba del Perú es el equipo formado por jugadores de nacionalidad peruana que representa a la Federación Deportiva Peruana de Hockey en las competiciones internacionales organizadas por la Federación Internacional de Hockey (FIH) o el Comité Olímpico Internacional (COI).
La selección obtuvo el tercer puesto en el Campeonato Suramericano de Hockey sobre hierba en el 2003 y 2006. Obtuvo la medalla de bronce en los Juegos Suramericanos de 2006.

## Proveedores
Listado de marcas que vistieron a la selección peruana:
| Período         | Proveedor   | Logotipo |
| --------------- | ----------- | -------- |
| 2018-Actualidad | New Balance |          |

## Participación en copas

### Juegos Panamericanos
- Indianapolis 1987: 10°
- Lima 2019: 8°
- Santiago 2023: 8°

### Juegos Suramericanos
- Buenos Aires 2006: 3° puesto
- Santiago 2014: 6° puesto (último)
- Cochabamba 2018: 5° puesto

### Juegos Bolivarianos
- Trujillo 2013: 4° puesto

### Copa Panamericana
- La Habana 2000: 8° puesto
- London 2004: No participó
- Santiago 2009: No participó
- Toronto 2013: No participó
- Lancaster 2017: No participó

### Sudamericano
- Santiago 2003: 3° puesto
- Buenos Aires 2006: 3° puesto
- Montevideo 2008: 5° puesto
- Río de Janeiro 2010: No participó
- Santiago 2013: 4° puesto
- Santiago 2014: 6° puesto (último)
- Chiclayo 2016: 5° puesto
- Cochabamba 2018:  5° puesto
- Asunción 2022:  4° puesto

## Palmarés
- Campeonato Sudamericano de Hockey sobre césped
  -  Medalla de bronce (2): 2003,  2006.

- Juegos Suramericanos:
  -  Medalla de bronce: 2006.

## Jugadores
Los siguientes 16 jugadores fueron nombrados para los Juegos Panamericanos de 2019 del 29 de julio al 10 de agosto de 2019.
Actualizado al 9 de Agosto 2021 .
Head Coach: Patricio Martinez
| N° | Posición | Nombre                | Edad | Partidos | Equipo                             |
| -- | -------- | --------------------- | ---- | -------- | ---------------------------------- |
| 1  | Arq      | Felix Mafferetti      | 45   | 75       | Santa María Sport (PER)            |
| 12 | Arq      | Guillermo Power       | 29   | 7        | OMA Hockey Club (PER)              |
| 2  | Def      | Vincenzo De Martis    | 28   | 45       | OMA Hockey Club (PER)              |
| 3  | Def      | Alberto Vives         | 22   | 27       | Santa María Sport (PER)            |
| 4  | Def      | Antonio Piazza        | 27   | 26       | OMA Hockey Club (PER)              |
| 6  | Def      | Hugo Visosa           | 26   | 21       | Santa María Sport (PER)            |
| 8  | Def      | Abel Romero           | 32   | 17       | Lima Cricket & Football Club (PER) |
| 5  | Def      | Christopher Knight A. | 33   | 33       | SNHC (AUS)                         |
| 10 | Med      | Rodrigo Diaz E.       | 30   | 40       | OMA Hockey Club (PER)              |
| 13 | Med      | Daniel Huanca         | 24   | 11       | OMA Hockey Club (PER)              |
| 14 | Med      | Fabrizio Corno (C)    | 34   | 56       | SH Paolo Bonomi (ITA)              |
| 16 | Med      | Fernando Lopez M.     | 24   | 27       | Santa María Sport (PER)            |
| 7  | Del      | Edson Vera            | 25   | 27       | Lima Cricket & Football Club (PER) |
| 9  | Del      | Miguel Rivera         | 25   | 27       | Santa María Sport (PER)            |
| 11 | Del      | Sebastian Dennison    | 29   | 30       | OMA Hockey Club (PER)              |
| 15 | Del      | Johannes Valakivi     | 25   | 19       | Lima Cricket & Football Club (PER) |